# Тимоново (Солнечногорський міський округ)
Тимоново (рос. Тимоново) — присілок у Солнечногорському районі Московської області Російської Федерації.

## Розташування
Тимоново входить до складу міського поселення Солнечногорськ, воно розташовано на північ від Солнечногорська, біля річки Сестра, поруч із озером Сенеж. Найближчі населені пункти — Редіно, Сенеж, Осипово.

## Населення
Станом на 2010 рік у присілку проживало 157 людей

## Пам'ятки архітектури
У Тимоново знаходиться пам'ятка історії місцевого значення — братська могила радянських воїнів, які загинули у 1941 рр.